# Iwona Ronczewska
Iwona Ronczewska po mężu Wasiukiewicz (ur. 10 sierpnia 1938 w Wilnie) – polska lekkoatletka, specjalistka skoku wzwyż.
Była mistrzynią Polski w skoku wzwyż w 1958 i 1963 oraz brązową medalistką w 1957.

## Życiorys
W latach 1957–1964 startowała w trzynastu meczach reprezentacji Polski, odnosząc dwa zwycięstwa indywidualne.
Rekord życiowy:
- skok wzwyż – 1,68 (2 czerwca 1963, Wrocław)

Była zawodniczką klubów: Gwardia Wrocław, LZS Opole, AZS Wrocław, Cracovia i Burza Wrocław.
Jej siostrami były lekkoatletka Danuta Ronczewska i pływaczka Maria Ronczewska.